# بيماتانغسياتار
بيماتانغسياتار (بالإنجليزية: Pematangsiantar)‏ هي مدينة تقع في إندونيسيا في سومطرة الشمالية. يقدر عدد سكانها بـ 227,51 نسمة ومساحتها 79.97 كم2 .

## أعلام
- آدم مالك